# Nieborów (Stąporków)
Nieborów – dzielnica w północnej części miasta Stąporkowa w woj. świętokrzyskim, w powiecie koneckim. Rozpościera się w widłach ulic Nieborowskiej i Odlewniczej, nad Czarną Konecką. Do 1954 roku samodzielna wieś.
Na Nieborowie, w jego wschodniej, niezamieszkanej części znajduje się peryferyjnie położona stąporkowska stacja kolejowa (jej dawna nazwa to Niekłań od pobliskich wsi Niekłań Mały i Niekłań Wielki).

## Historia
Nieborów to dawna wieś. Należał początkowo do gminy Niekłań Wielki w powiecie koneckim w guberni kieleckiej, a od 25 stycznia 1926 do gminy Odrowąż w woj. kieleckim. Tam 4 listopada 1933 utworzył gromadę o nazwie Nieborów w gminie Odrowąż, obejmującą oprócz Nieborowa także tartak Elżbieta oraz stację kolejową Niekłań z gruntami kolejowymi. 1 kwietnia 1939 wraz z główną częścią powiatu koneckiego włączony do woj. łódzkiego.
Podczas II wojny światowej włączony do Generalnego Gubernatorstwa (dystrykt radomski), nadal jako gromada w gminie Odrowąż, licząca w 1943 roku 225 mieszkańców. Po wojnie początkowo w województwie łódzkim, a od 6 lipca 1950 ponownie w województwa kieleckim, jako jedna z 21 gromad gminy Odrowąż w powiecie koneckim.
W związku z reformą znoszącą gminy jesienią 1954 roku, Nieborów włączono do nowo utworzonej gromady Stąporków Nowy z siedzibą w Stąporkowie Nowym został siedzibą. W skład gromady Stąporków Nowy weszły: Sadykierz i (Stary) Stąporków ze zniesionej gminy Duraczów oraz Nieborów, Koprusa, Miła, Stąporków Nowy i Wołów ze zniesionej gminy Odrowąż. 
Gromada Stąporków Nowy przetrwała zaledwie sześć tygodni, bo już 13 listopada 1954 zniesiono ją w związku z nadaniem jej statusu osiedla o nazwie Stąporków,przez co Nieborów stał się integralną częścią Stąporkowa. 1 stycznia 1967 osiedlu Stąporków nadano status miasta, w związku z czym Nieborów stał się obszarem miejskim.